# Нисикубо Хиромити
Нисикубо Хиромити (яп. 西久保 弘道, 30 июня 1863 — 8 июля 1930) — японский государственный деятель, мэр Токио (1926—1927), глава столичной полиции (1915—1916), губернатор префектур Хоккайдо (1914—1915) и Фукусима (1910—1913), член Палаты пэров Японии (1916—1930), ханси в кэндо.

## Биография
Родился в деревне Набэсима (ныне район города Сага одноимённой префектуры) как старший сын Нисикубо Кибаяси, вассала даймё Саги и инспектора префектуры Миэ. Окончил юридический факультет Токийского императорского университета.
После службы в Министерстве внутренних дел Нисикубо последовательно занимал посты губернатора префектур Фукусима и Хоккайдо и начальника столичной полиции. После этого был награждён орденом Священного Сокровища за выдающуюся службу. 5 октября 1916 года был назначен членом Палаты пэров Японии, а позже занимал пост мэра Токио.
После завершения обучения стилю Итто Сёдэн Муто-рю в 1919 году Нисикубо стал вице-президентом организации Дай Ниппон Бутокукай и директором школы Будо сэммон гакко. В мае 1929 года получил ранг ханси в кэндо от Дай Ниппон Бутокукая.

## Семья
Младший брат, Нисикубо Тоёитиро (1870—1905), майор Императорской армии и божество в храме Нисикубо. Племянник, Нисикубо Тоёнари (1900—1927), секунд-лейтенант Императорской армии. Приёмный сын, Нисикубо Ёсиюки (1885—1951), третий сын младшей сестры Хиромити Киси Ай.

## Награды
- Орден Священного сокровища 4 класса (26 декабря 1910)
- Орден Священного сокровища 2 класса (19 января 1916)
- Орден Восходящего солнца 2 класса (1 апреля 1916)
- Орден Священного сокровища 1 класса (8 июля 1930)